# Hörnebo
Hörnebo är ett bostadsområde i södra delen av tätorten Tibro i Tibro kommun.

## Tätorten
1960 avgränsade SCB en tätort med 584 invånare inom Tibro köping. 1975 hade tätorten vuxit samman med Tibro tätort. Vid 2010 års tätortsavgränsning ingick Hörnebo fortfarande i den södra delen av Tibro tätort.